# Hipismo nos Jogos Pan-Americanos de 2011 - Adestramento individual
A competição do adestramento individual foi um dos eventos do hipismo nos Jogos Pan-Americanos de 2011 em Guadalajara. Foi disputada no Guadalajara Country Club entre 16 e 19 de outubro.

## Calendário
Horário local (UTC-6).
| Data          | Horário | Fase            |
| ------------- | ------- | --------------- |
| 16 de outubro | 8:30    | Primeira sessão |
| 17 de outubro | 10:30   | Segunda sessão  |
| 9 de outubro  | 15:00   | Final           |

## Medalhistas
| Ouro   | USA Steffen Peters (Weltino's Magic) |
| Prata  | USA Heather Blitz (Paragon)          |
| Bronze | USA Marisa Festerling (Big Tyme)     |

## Resultados

### Qualificação
| Pos. | Cavaleiro                | País                     | Cavalo             | Total GP | Obs. |
| ---- | ------------------------ | ------------------------ | ------------------ | -------- | ---- |
| 1    | Steffen Peters           | USA Estados Unidos       | Weltino's Magic    | 80.132   | Q    |
| 2    | Heather Blitz            | USA Estados Unidos       | Paragon            | 75.105   | Q    |
| 3    | Constanza Jaramillo      | COL Colômbia             | Wakana             | 72.158   | Q    |
| 4    | Marisa Festerling        | USA Estados Unidos       | Big Tyme           | 72.026   | Q    |
| 5    | Thomas Dvorak            | CAN Canadá               | Viva's Saleiri W   | 71.711   | Q    |
| 6    | Ivonne Losos de Muñiz    | DOM República Dominicana | Dondolo Marismas   | 71.369   | Q    |
| 7    | Tina Irwin               | CAN Canadá               | Winston            | 70.737   | Q    |
| 8    | Bernadette Pujals        | MEX México               | Iusa Rolex         | 70.369   | Q    |
| 9    | Marco Bernal             | COL Colômbia             | Farewell           | 70.237   | Q    |
| 10   | Cesar Alberto Parra      | USA Estados Unidos       | Grandioso          | 69.526   | Q    |
| 11   | Crystal Kroetch          | CAN Canadá               | Lymrix             | 68.790   | Q    |
| 12   | Mauro Pereira Júnior     | BRA Brasil               | Tulum Comando Sn   | 68.737   | Q    |
| 13   | Luiza Almeida            | BRA Brasil               | Pastor             | 68.237   | Q    |
| 14   | Omar Zayrik              | MEX México               | Lord               | 67.816   | Q    |
| 15   | Mario Roberto Vargas     | CHI Chile                | Tejas Verdes Tylov | 67.316   | Q    |
| 16   | Samira Uemura            | DOM República Dominicana | Royal Affair       | 67.079   | Q    |
| 17   | Rogério Clementino       | BRA Brasil               | Sardento do Top    | 67.000   | Q    |
| 17   | Antonio Rivera           | MEX México               | Naval              | 67.000   | Q    |
| 19   | Luis Denizard            | PUR Porto Rico           | Nalando            | 66.842   | Q    |
| 20   | Alejandro Gómez          | VEN Venezuela            | Revenge            | 66.632   | Q    |
| 21   | María Inés García        | COL Colômbia             | Beckam             | 66.447   | Q    |
| 22   | Christa Dauber           | GUA Guatemala            | Serafina           | 65.985   | Q    |
| 23   | Beatriz Torbay           | VEN Venezuela            | Don Royal          | 65.632   | Q    |
| 24   | Juan Mauricio Sánchez    | COL Colômbia             | First Fisherman    | 65.500   | Q    |
| 25   | Roberta Byng-Morris      | CAN Canadá               | Reiki Thyne        | 65.184   | Q    |
| 26   | Anne Egerstrom           | CRC Costa Rica           | Amorino            | 64.790   | Q    |
| 27   | José Padilla             | MEX México               | Donnersberg        | 64.290   |      |
| 28   | Esther Mortimer          | GUA Guatemala            | Viva's Veroveraar  | 64.079   |      |
| 29   | Gretchen Luttmann        | CRC Costa Rica           | Dudrovnik          | 63.921   |      |
| 30   | Leandro Silva            | BRA Brasil               | VDL Lácteur        | 63.895   |      |
| 31   | Carolina Espinoza        | ECU Equador              | Amadeo             | 63.869   |      |
| 32   | George Fernández Díaz    | DOM República Dominicana | Bravo 19           | 63.316   |      |
| 33   | Silvia Roesch            | GUA Guatemala            | Caracaol XXIV      | 62.447   |      |
| 34   | Karen Atala              | HON Honduras             | Weissenfels        | 61.237   |      |
| 35   | Irina Moleiro            | VEN Venezuela            | Sambuca            | 61.211   |      |
| 36   | Max Piraino              | CHI Chile                | Jaguar             | 61.158   |      |
| 37   | Gloriana Herrera Arauz   | CRC Costa Rica           | Rhapsody           | 61.105   |      |
| 38   | Jessica McTaggart        | CAY Ilhas Cayman         | Ray of Light       | 60.921   |      |
| 39   | Óscar Coddou             | CHI Chile                | Tambo Merlin       | 60.816   |      |
| 40   | María Montalvo           | ECU Equador              | Navargo            | 60.711   |      |
| 41   | Virginia Yarur           | CHI Chile                | El Dorado          | 60.658   |      |
| 42   | Ursula Lange             | PUR Porto Rico           | Toftegardens Lobb  | 59.342   |      |
| 43   | Michelle Batalla Navarro | CRC Costa Rica           | Ferro              | 59.105   |      |
| 44   | María Arocha             | VEN Venezuela            | Aristocrata        | 58.553   |      |
| 45   | Julio César Mendoza      | ECU Equador              | Ivan               | 58.500   |      |
| 46   | Franchesca Liauw         | PUR Porto Rico           | GB Marko           | 58.447   |      |
| 47   | Vivian Schorpp           | GUA Guatemala            | Messina            | 58.395   |      |
| 48 ! | Pedro Manuel Almeida     | BRA Brasil               | Viheste            | WD       |      |

### Fase final
| Pos.              | Cavaleiro             | País                     | Cavalo             | Pontos Int.I | Pos. | Pontos Int.I F | Pos. | Total Pontos Int.I+Int.I F |
| ----------------- | --------------------- | ------------------------ | ------------------ | ------------ | ---- | -------------- | ---- | -------------------------- |
| Medalha de ouro   | Steffen Peters        | USA Estados Unidos       | Weltino's Magic    | 78.079       | 1    | 87.300         | 1    | 82.690                     |
| Medalha de prata  | Heather Blitz         | USA Estados Unidos       | Paragon            | 77.184       | 2    | 86.650         | 2    | 81.917                     |
| Medalha de bronze | Marisa Festerling     | USA Estados Unidos       | Big Tyme           | 74.316       | 3    | 80.775         | 3    | 77.545                     |
| 4                 | Thomas Dvorak         | CAN Canadá               | Viva's Saleiri W   | 73.079       | 4    | 77.300         | 4    | 75.190                     |
| 5                 | Tina Irwin            | CAN Canadá               | Winston            | 70.842       | 10   | 77.225         | 5    | 74.034                     |
| 6                 | Bernadette Pujals     | MEX México               | Iusa Rolex         | 72.605       | 5    | 74.850         | 8    | 73.728                     |
| 7                 | Crystal Kroetch       | CAN Canadá               | Lymrix             | 71.000       | 9    | 76.325         | 6    | 73.663                     |
| 8                 | Constanza Jaramillo   | COL Colômbia             | Wakana             | 71.211       | 7    | 75.850         | 7    | 73.530                     |
| 9                 | Mauro Pereira Júnior  | BRA Brasil               | Tulum Comando Sn   | 70.711       | 11   | 74.275         | 9    | 72.493                     |
| 10                | Marco Bernal          | COL Colômbia             | Farewell           | 71.105       | 8    | 72.000         | 11   | 71.553                     |
| 11                | Ivonne Losos de Muñiz | DOM República Dominicana | Dondolo Marismas   | 70.342       | 12   | 70.250         | 12   | 70.296                     |
| 12                | Rogério Clementino    | BRA Brasil               | Sardento do Top    | 66.974       | 15   | 72.550         | 10   | 69.762                     |
| 13                | Antonio Rivera        | MEX México               | Naval              | 67.184       | 14   | 69.275         | 13   | 68.230                     |
| 14                | Omar Zayrik           | MEX México               | Lord               | 67.895       | 13   | 68.200         | 14   | 68.047                     |
| 15                | Alejandro Gómez       | VEN Venezuela            | Revenge            | 66.737       | 17   | 66.725         | 15   | 66.731                     |
| 16                | Cesar Alberto Parra   | USA Estados Unidos       | Grandioso          | 72.000       | 6    | DNS            | 16   |                            |
| 17                | Roberta Byng-Morris   | CAN Canadá               | Reiki Thyne        | 66.947       | 16   |                |      |                            |
| 18                | Luis Denizard         | PUR Porto Rico           | Nalando            | 66.237       | 18   |                |      |                            |
| 19                | Christa Dauber        | GUA Guatemala            | Serafina           | 66.079       | 19   |                |      |                            |
| 20                | Luiza Almeida         | BRA Brasil               | Pastor             | 65.947       | 20   |                |      |                            |
| 21                | Mario Roberto Vargas  | CHI Chile                | Tejas Verdes Tylov | 65.000       | 21   |                |      |                            |
| 22                | Juan Mauricio Sánchez | COL Colômbia             | First Fisherman    | 64.026       | 22   |                |      |                            |
| 23                | Samira Uemura         | DOM República Dominicana | Royal Affair       | 62.500       | 23   |                |      |                            |
| 24                | Beatriz Torbay        | VEN Venezuela            | Don Royal          | 61.921       | 24   |                |      |                            |
| 25                | Anne Egerstrom        | CRC Costa Rica           | Amorino            | 60.474       | 25   |                |      |                            |
| 26                | María Inés García     | COL Colômbia             | Beckam             | DNS          | 26   |                |      |                            |

Legenda
| Recorde mundial                  | Recorde mundial (World record)               |                       | Recorde africano                      | Recorde africano (African) |                                           | Q | Classificado por posição (Qualified) |
| Recorde dos Jogos Pan-Americanos | Recorde pan-americano (Pan-American record)  | Recorde da América    | Recorde da América (Americas)         | q                          | Classificado por melhor tempo (Qualified) |   |                                      |
| Melhor marca do ano              | Melhor marca do ano (World leading)          | Recorde asiático      | Recorde asiático (Asian)              | DNS                        | Não largou (Did not start)                |   |                                      |
| Recorde nacional                 | Recorde nacional (National record)           | Recorde europeu       | Recorde europeu (European)            | DNF                        | Não terminou (Did not finish)             |   |                                      |
| Recorde pessoal                  | Recorde pessoal do atleta (Personal best)    | Recorde da Oceania    | Recorde da Oceania (Oceania)          | DSQ / DQ                   | Desclassificado (Disqualified)            |   |                                      |
| Recorde da temporada             | Recorde da temporada do atleta (Season best) | Recorde sul-americano | Recorde sul-americano (South America) | NM                         | Sem marca (No mark)                       |   |                                      |